# Hrabstwo Miami (Ohio)
Hrabstwo Miami (ang. Miami County) – hrabstwo w południowo-zachodniej części stanu Ohio w Stanach Zjednoczonych. Obszar całkowity hrabstwa obejmuje powierzchnię 409,66 mil2 (1 059,87 km²). Według danych z 2010 r. hrabstwo miało 102 857 mieszkańców.

## Sąsiednie hrabstwa
- Hrabstwo Shelby (północ)
- Hrabstwo Champaign (północny wschód)
- Hrabstwo Clark (południowy wschód)
- Hrabstwo Montgomery (południe)
- Hrabstwo Darke (zachód)

## Miasta
- Clayton
- Huber Heights
- Piqua
- Tipp City
- Troy
- Union

## Wioski
- Casstown
- Covington
- Fletcher
- Laura
- Ludlow Falls
- Pleasant Hill
- Potsdam
- West Milton